# Högvaktsterrassen

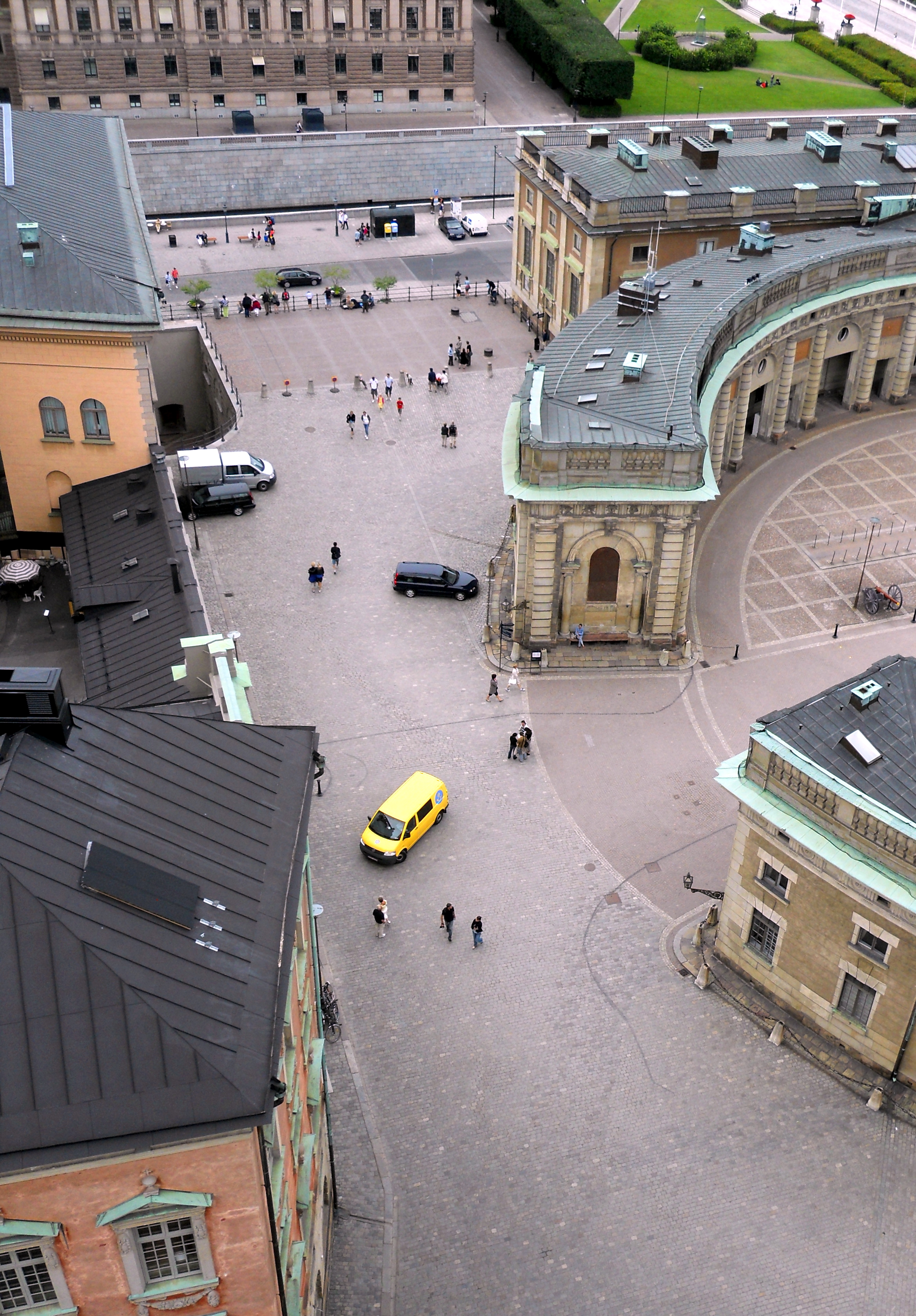
Högvaktsterrassen från Storkyrkans torn, 2010, med slottet till höger och Oxenstiernska palatset till vänster.

Högvaktsterrassen är en öppen plats som ligger utanför den yttre borggården vid Stockholms slott. På västra sidan ligger Axel Oxenstiernas palats samt en mur uppförd på 1800-talet som döljer en oregelbunden bebyggelse. Den norra sidan är öppen, med utsikt mot Mynttorget och Riksdagshuset. Högvaktstrappan förbinder terrassen med Lejonbacken.

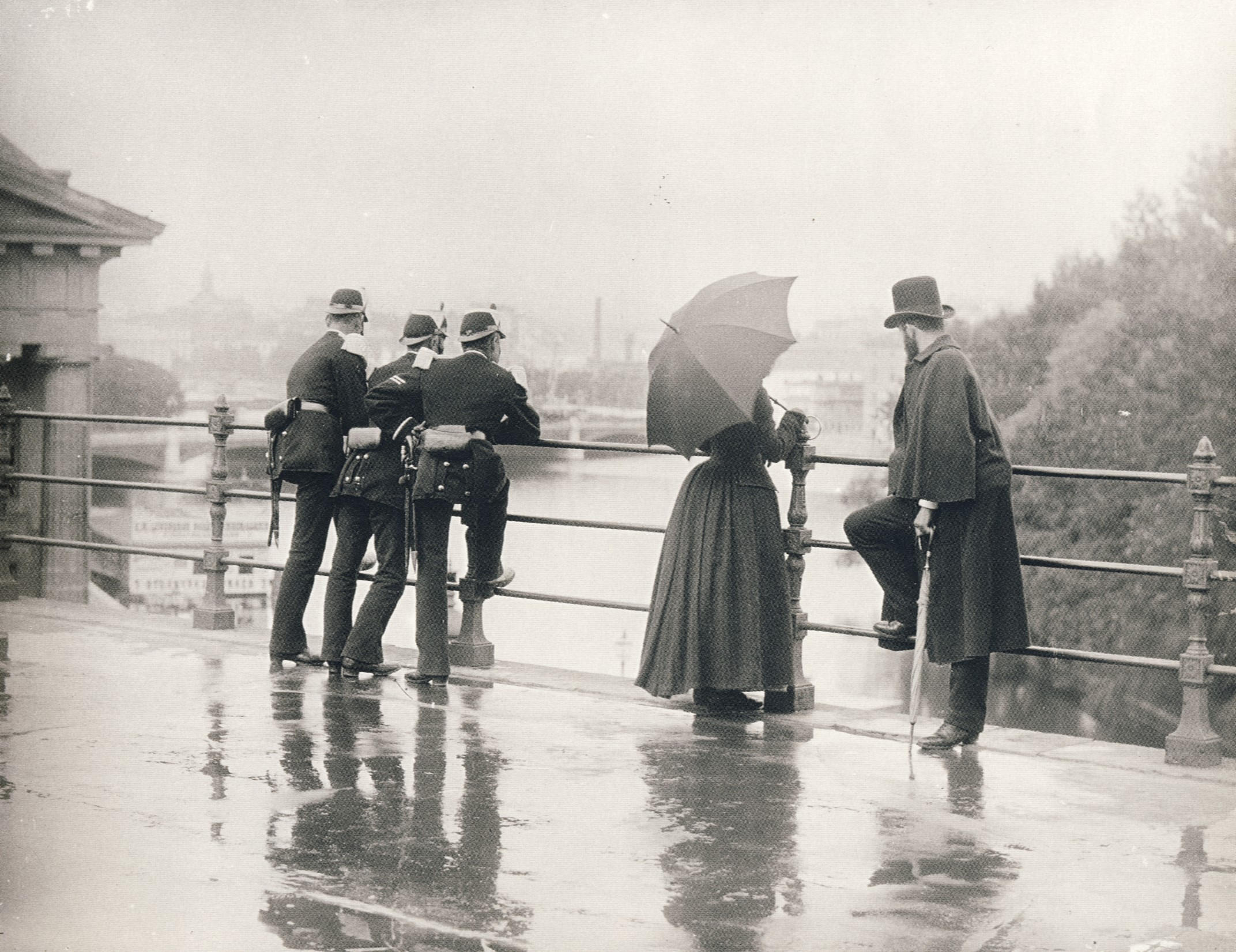
Utsikt från Högvaktsterrassen, 1888, Klemming.